# Тестемицану, Николай Андреевич

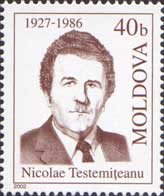
Марка посвящённая Николаю Тестемицану.

Никола́й Андре́евич Тестемица́ну (рум. Nicolae Testemițanu; 1 августа 1927, Окюл Алб, Бельцкий уезд, Королевство Румыния — 20 сентября 1986, Кишинёв, Молдавская ССР, СССР) — советский и молдавский хирург и политический деятель. Министр здравоохранения Молдавской ССР (1963—1968).

## Биография
Родился 1 августа 1927 года в селе Окюл Алб Бельцкого уезда Бессарабии (ныне Дрокиевский район Молдавии).
С 1963 по 1968 год занимал должность министра здравоохранения Молдавской ССР.
В 1968 году был понижен в должности по обвинению в содействии румынизации медицинского персонала, в отличие от проводившейся Советским Союзом политики русификации.
В память о Тестемицану была учреждена медаль, переименован ряд улиц. Государственный университет медицины и фармакологии в Кишинёве носит имя Николая Тестемицану.